# 9 janvier 1999
Le samedi 9 janvier 1999 est le 9e jour de l'année 1999.

## Décès
- Hans Candrian (né le 6 mars 1938), bobeur suisse
- Jean McEwen (né le 14 décembre 1923), peintre canadien
- Jim Peters (né le 24 octobre 1918), athlète britannique
- Julien Ernest Allard (né le 9 juillet 1912), politicien belge
- Lhamo Tsering (né en 1924), personnalité de la résistance tibétaine
- Mel Pearson (né le 29 avril 1938), joueur professionnel de hockey sur glace canadien

## Événements
- Découverte des astéroïdes 10241 Miličević et (10421) Dalmatin